# تستسوو
تستسوو (به لهستانی:  Cyców) یک روستا در لهستان است که در گمینا تستسوو واقع شده‌است. تستسوو ۱٬۲۰۰ نفر جمعیت دارد.